# Masaru Tanabe
Masaru Tanabe –en japonés, 田辺 勝, Tanabe Masaru– (París, 16 de diciembre de 1972) es un deportista japonés que compitió en judo. Ganó dos medallas en el Campeonato Asiático de Judo en los años 1995 y 1999.

## Palmarés internacional
| Campeonato Asiático | Campeonato Asiático | Campeonato Asiático | Campeonato Asiático |
| Año                 | Lugar               | Medalla             | Categoría           |
| ------------------- | ------------------- | ------------------- | ------------------- |
| 1995                | Nueva Delhi (India) | Medalla de bronce   | –86 kg              |
| 1999                | Wenzhou (China)     | Medalla de plata    | –90 kg              |